# Tour de Langkawi 2022
El Tour de Langkawi 2022 fou la 26a edició del Tour de Langkawi. La cursa es disputà entre l'1 i el 18 d'octubre a Malàisia. La cursa es disputà entre Kuala Pilah i a Kuah, després de 1.113,2 km distribuïts en vuit etapes. La cursa formà part del calendari UCI ProSeries 2022 en categoria 2.Pro.
El vencedor final fou el colombià Iván Sosa (Movistar Team), que s'imposà per 23" a Hugh Carthy (EF Education-EasyPost). Torstein Træen (Uno-X Pro Cycling Team) completà el podi.

## Equips
L'organització convidà a 21 equips a prendre part en aquesta cursa, sis WorldTeam, quatre ProTeams, set equips continentals i tres equips nacionals: Each team can enter a roster of up to six riders.
| WorldTeams (6)- UAE Team Emirates - Cofidis - Lotto-Soudal - Movistar Team - EF Education-EasyPost - Astana Qazaqstan Team ProTeams (4)- Alpecin-Deceuninck - Drone Hopper-Androni Giocattoli - Burgos-BH - Uno-X Pro Cycling Team Equips continentals (7)- Terengganu Polygon Cycling Team - Team Ukyo - ARA Pro Racing Sunshine Coast - Thailand Continental - China Glory Continental Cycling Team - ProTouch - Mula Cycling Team Equips nacionals (3)- Malàisia - Tailàndia - Filipines |
| |

## Etapes
| Etapa    | Data      | Ciutats d'etapa               | type              | Distància (km) | Desnivell (m) | Vencedor de l'etapa     | Líder de la general     |
| -------- | --------- | ----------------------------- | ----------------- | -------------- | ------------- | ----------------------- | ----------------------- |
| 1a etapa | 11 de oct | Kuala Pilah – Kuala Lumpur    | etapa accidentada | 157,3          | 1.593 m       | Gleb Syrica             | Gleb Syrica             |
| 2a etapa | 12 de oct | Kuala Klawang – Raub          | etapa plana       | 178,9          | 1.382 m       | Craig Wiggins           | Gleb Syrica             |
| 3a etapa | 13 de oct | Putrajaya – Genting Highlands | etapa de muntanya | 123,7          | 2.848 m       | Iván Ramiro Sosa Cuervo | Iván Ramiro Sosa Cuervo |
| 4a etapa | 14 de oct | Sabak Bernam – Meru Raya      | etapa plana       | 137,9          | 357 m         | Jakub Mareczko          | Iván Ramiro Sosa Cuervo |
| 5a etapa | 15 de oct | Kuala Kangsar – Kulim         | etapa accidentada | 172            | 1.665 m       | Lionel Taminiaux        | Iván Ramiro Sosa Cuervo |
| 6a etapa | 16 de oct | George Town – Alor Star       | etapa plana       | 120,4          | 177 m         | Erlend Blikra           | Iván Ramiro Sosa Cuervo |
| 7a etapa | 17 de oct | Kuah – Kuah                   | etapa plana       | 107,1          | 915 m         | Sjoerd Bax              | Iván Ramiro Sosa Cuervo |
| 8a etapa | 18 de oct | Kuah – Kuah                   | etapa plana       | 115,9          | 1.049 m       | Alex Molenaar           | Iván Ramiro Sosa Cuervo |

### Etapa 1
| \| Classificació de l'etapa \| Classificació de l'etapa \| Classificació de l'etapa \| Classificació de l'etapa \| Classificació de l'etapa \| \| Corredor \| Corredor \| Equip \| Temps \| \| \| ------------------------ \| --------------------------- \| --------------------------------- \| ------------------------ \| ------------------------ \| \| 1r \| Gleb Syrica \| Astana Qazaqstan Team \| 3h 43' 43" \| \| \| 2n \| Erlend Blikra \| Uno-X Pro Cycling Team \| + 0" \| \| \| 3r \| Max Kanter \| Movistar Team \| + 0" \| \| \| 4t \| Lionel Taminiaux \| Alpecin-Deceuninck \| + 0" \| \| \| 5è \| Marijn van den Berg \| EF Education-EasyPost \| + 0" \| \| \| 6è \| Reinardt Janse van Rensburg \| Lotto-Soudal \| + 0" \| \| \| 7è \| Ryan Gibbons \| UAE Team Emirates \| + 0" \| \| \| 8è \| Manuel Peñalver \| Burgos-BH \| + 0" \| \| \| 9è \| Alex Molenaar \| Burgos-BH \| + 0" \| \| \| 10è \| Sarawut Sirironnachai \| Thailand Continental Cycling Team \| + 0" \| \| |                             |                                   |            |
| |                             |                                   |            |
| Font: ProCyclingStats |                             |                                   |            |
| Classificació de l'etapa |                             |                                   |            |
| Corredor | Corredor                    | Equip                             | Temps      |
| 1r | Gleb Syrica                 | Astana Qazaqstan Team             | 3h 43' 43" |
| 2n | Erlend Blikra               | Uno-X Pro Cycling Team            | + 0"       |
| 3r | Max Kanter                  | Movistar Team                     | + 0"       |
| 4t | Lionel Taminiaux            | Alpecin-Deceuninck                | + 0"       |
| 5è | Marijn van den Berg         | EF Education-EasyPost             | + 0"       |
| 6è | Reinardt Janse van Rensburg | Lotto-Soudal                      | + 0"       |
| 7è | Ryan Gibbons                | UAE Team Emirates                 | + 0"       |
| 8è | Manuel Peñalver             | Burgos-BH                         | + 0"       |
| 9è | Alex Molenaar               | Burgos-BH                         | + 0"       |
| 10è | Sarawut Sirironnachai       | Thailand Continental Cycling Team | + 0"       |

| \| Classificació general \| Classificació general \| Classificació general \| Classificació general \| Classificació general \| \| Corredor \| Corredor \| Equip \| Temps \| \| \| --------------------- \| --------------------------- \| --------------------------------- \| --------------------- \| --------------------- \| \| 1r \| Gleb Syrica \| Astana Qazaqstan Team \| 3h 43' 33" \| \| \| 2n \| Erlend Blikra \| Uno-X Pro Cycling Team \| + 4" \| \| \| 3r \| Jambaljamts Sainbayar \| Terengganu Polygon Cycling Team \| + 4" \| \| \| 4t \| Peerapol Chawchiangkwang \| Thailand Continental Cycling Team \| + 4" \| \| \| 5è \| Max Kanter \| Movistar Team \| + 6" \| \| \| 6è \| Lionel Taminiaux \| Alpecin-Deceuninck \| + 10" \| \| \| 7è \| Marijn van den Berg \| EF Education-EasyPost \| + 10" \| \| \| 8è \| Reinardt Janse van Rensburg \| Lotto-Soudal \| + 10" \| \| \| 9è \| Ryan Gibbons \| UAE Team Emirates \| + 10" \| \| \| 10è \| Manuel Peñalver \| Burgos-BH \| + 10" \| \| |                             |                                   |            |
| |                             |                                   |            |
| Font: ProCyclingStats |                             |                                   |            |
| Classificació general |                             |                                   |            |
| Corredor | Corredor                    | Equip                             | Temps      |
| 1r | Gleb Syrica                 | Astana Qazaqstan Team             | 3h 43' 33" |
| 2n | Erlend Blikra               | Uno-X Pro Cycling Team            | + 4"       |
| 3r | Jambaljamts Sainbayar       | Terengganu Polygon Cycling Team   | + 4"       |
| 4t | Peerapol Chawchiangkwang    | Thailand Continental Cycling Team | + 4"       |
| 5è | Max Kanter                  | Movistar Team                     | + 6"       |
| 6è | Lionel Taminiaux            | Alpecin-Deceuninck                | + 10"      |
| 7è | Marijn van den Berg         | EF Education-EasyPost             | + 10"      |
| 8è | Reinardt Janse van Rensburg | Lotto-Soudal                      | + 10"      |
| 9è | Ryan Gibbons                | UAE Team Emirates                 | + 10"      |
| 10è | Manuel Peñalver             | Burgos-BH                         | + 10"      |

### Etapa 2
| \| Classificació de l'etapa \| Classificació de l'etapa \| Classificació de l'etapa \| Classificació de l'etapa \| Classificació de l'etapa \| \| Corredor \| Corredor \| Equip \| Temps \| \| \| ------------------------ \| --------------------------- \| ------------------------------- \| ------------------------ \| ------------------------ \| \| 1r \| Craig Wiggins \| ARA Pro Racing Sunshine Coast \| 4h 09' 20" \| \| \| 2n \| Gleb Syrica \| Astana Qazaqstan Team \| + 0" \| \| \| 3r \| Jakub Mareczko \| Alpecin-Deceuninck \| + 0" \| \| \| 4t \| Erlend Blikra \| Uno-X Pro Cycling Team \| + 0" \| \| \| 5è \| Reinardt Janse van Rensburg \| Lotto-Soudal \| + 0" \| \| \| 6è \| Eduard-Michael Grosu \| Drone Hopper-Androni Giocattoli \| + 0" \| \| \| 7è \| Max Kanter \| Movistar Team \| + 0" \| \| \| 8è \| Manuel Peñalver \| Burgos-BH \| + 0" \| \| \| 9è \| Marijn van den Berg \| EF Education-EasyPost \| + 0" \| \| \| 10è \| Izzat Hilmi Abdel Halil \| Malàisia \| + 0" \| \| |                             |                                 |            |
| |                             |                                 |            |
| Font: ProCyclingStats |                             |                                 |            |
| Classificació de l'etapa |                             |                                 |            |
| Corredor | Corredor                    | Equip                           | Temps      |
| 1r | Craig Wiggins               | ARA Pro Racing Sunshine Coast   | 4h 09' 20" |
| 2n | Gleb Syrica                 | Astana Qazaqstan Team           | + 0"       |
| 3r | Jakub Mareczko              | Alpecin-Deceuninck              | + 0"       |
| 4t | Erlend Blikra               | Uno-X Pro Cycling Team          | + 0"       |
| 5è | Reinardt Janse van Rensburg | Lotto-Soudal                    | + 0"       |
| 6è | Eduard-Michael Grosu        | Drone Hopper-Androni Giocattoli | + 0"       |
| 7è | Max Kanter                  | Movistar Team                   | + 0"       |
| 8è | Manuel Peñalver             | Burgos-BH                       | + 0"       |
| 9è | Marijn van den Berg         | EF Education-EasyPost           | + 0"       |
| 10è | Izzat Hilmi Abdel Halil     | Malàisia                        | + 0"       |

| \| Classificació general \| Classificació general \| Classificació general \| Classificació general \| Classificació general \| \| Corredor \| Corredor \| Equip \| Temps \| \| \| --------------------- \| --------------------------- \| --------------------------------- \| --------------------- \| --------------------- \| \| 1r \| Gleb Syrica \| Astana Qazaqstan Team \| 7h 52' 47" \| \| \| 2n \| Erlend Blikra \| Uno-X Pro Cycling Team \| + 10" \| \| \| 3r \| Jambaljamts Sainbayar \| Terengganu Polygon Cycling Team \| + 10" \| \| \| 4t \| Peerapol Chawchiangkwang \| Thailand Continental Cycling Team \| + 10" \| \| \| 5è \| Max Kanter \| Movistar Team \| + 12" \| \| \| 6è \| Torstein Træen \| Uno-X Pro Cycling Team \| + 14" \| \| \| 7è \| Ryan Gibbons \| UAE Team Emirates \| + 15" \| \| \| 8è \| Reinardt Janse van Rensburg \| Lotto-Soudal \| + 16" \| \| \| 9è \| Marijn van den Berg \| EF Education-EasyPost \| + 16" \| \| \| 10è \| Lionel Taminiaux \| Alpecin-Deceuninck \| + 16" \| \| |                             |                                   |            |
| |                             |                                   |            |
| Font: ProCyclingStats |                             |                                   |            |
| Classificació general |                             |                                   |            |
| Corredor | Corredor                    | Equip                             | Temps      |
| 1r | Gleb Syrica                 | Astana Qazaqstan Team             | 7h 52' 47" |
| 2n | Erlend Blikra               | Uno-X Pro Cycling Team            | + 10"      |
| 3r | Jambaljamts Sainbayar       | Terengganu Polygon Cycling Team   | + 10"      |
| 4t | Peerapol Chawchiangkwang    | Thailand Continental Cycling Team | + 10"      |
| 5è | Max Kanter                  | Movistar Team                     | + 12"      |
| 6è | Torstein Træen              | Uno-X Pro Cycling Team            | + 14"      |
| 7è | Ryan Gibbons                | UAE Team Emirates                 | + 15"      |
| 8è | Reinardt Janse van Rensburg | Lotto-Soudal                      | + 16"      |
| 9è | Marijn van den Berg         | EF Education-EasyPost             | + 16"      |
| 10è | Lionel Taminiaux            | Alpecin-Deceuninck                | + 16"      |

### Etapa 3
| \| Classificació de l'etapa \| Classificació de l'etapa \| Classificació de l'etapa \| Classificació de l'etapa \| Classificació de l'etapa \| \| Corredor \| Corredor \| Equip \| Temps \| \| \| ------------------------ \| ------------------------ \| ------------------------------------ \| ------------------------ \| ------------------------ \| \| 1r \| Iván Ramiro Sosa Cuervo \| Movistar Team \| 3h 25' 31" \| \| \| 2n \| Hugh Carthy \| EF Education-EasyPost \| + 19" \| \| \| 3r \| Einer Rubio \| Movistar Team \| + 1' 56" \| \| \| 4t \| Esteban Chaves Rubio \| EF Education-EasyPost \| + 2' 01" \| \| \| 5è \| Torstein Træen \| Uno-X Pro Cycling Team \| + 2' 10" \| \| \| 6è \| Eduardo Sepúlveda \| Drone Hopper-Androni Giocattoli \| + 2' 14" \| \| \| 7è \| Rubén Fernández Andújar \| Cofidis \| + 2' 20" \| \| \| 8è \| Andrei Zeits \| Astana Qazaqstan Team \| + 2' 23" \| \| \| 9è \| Lucas De Rossi \| China Glory Continental Cycling Team \| + 2' 33" \| \| \| 10è \| George Bennett \| UAE Team Emirates \| + 2' 38" \| \| |                         |                                      |            |
| |                         |                                      |            |
| Font: ProCyclingStats |                         |                                      |            |
| Classificació de l'etapa |                         |                                      |            |
| Corredor | Corredor                | Equip                                | Temps      |
| 1r | Iván Ramiro Sosa Cuervo | Movistar Team                        | 3h 25' 31" |
| 2n | Hugh Carthy             | EF Education-EasyPost                | + 19"      |
| 3r | Einer Rubio             | Movistar Team                        | + 1' 56"   |
| 4t | Esteban Chaves Rubio    | EF Education-EasyPost                | + 2' 01"   |
| 5è | Torstein Træen          | Uno-X Pro Cycling Team               | + 2' 10"   |
| 6è | Eduardo Sepúlveda       | Drone Hopper-Androni Giocattoli      | + 2' 14"   |
| 7è | Rubén Fernández Andújar | Cofidis                              | + 2' 20"   |
| 8è | Andrei Zeits            | Astana Qazaqstan Team                | + 2' 23"   |
| 9è | Lucas De Rossi          | China Glory Continental Cycling Team | + 2' 33"   |
| 10è | George Bennett          | UAE Team Emirates                    | + 2' 38"   |

| \| Classificació general \| Classificació general \| Classificació general \| Classificació general \| Classificació general \| \| Corredor \| Corredor \| Equip \| Temps \| \| \| --------------------- \| ----------------------- \| ------------------------------------ \| --------------------- \| --------------------- \| \| 1r \| Iván Ramiro Sosa Cuervo \| Movistar Team \| 11h 18' 24" \| \| \| 2n \| Hugh Carthy \| EF Education-EasyPost \| + 23" \| \| \| 3r \| Einer Rubio \| Movistar Team \| + 2' 02" \| \| \| 4t \| Esteban Chaves Rubio \| EF Education-EasyPost \| + 2' 11" \| \| \| 5è \| Torstein Træen \| Uno-X Pro Cycling Team \| + 2' 18" \| \| \| 6è \| Eduardo Sepúlveda \| Drone Hopper-Androni Giocattoli \| + 2' 24" \| \| \| 7è \| Rubén Fernández Andújar \| Cofidis \| + 2' 30" \| \| \| 8è \| Andrei Zeits \| Astana Qazaqstan Team \| + 2' 33" \| \| \| 9è \| Lucas De Rossi \| China Glory Continental Cycling Team \| + 2' 43" \| \| \| 10è \| Jambaljamts Sainbayar \| Terengganu Polygon Cycling Team \| + 2' 43" \| \| |                         |                                      |             |
| |                         |                                      |             |
| Font: ProCyclingStats |                         |                                      |             |
| Classificació general |                         |                                      |             |
| Corredor | Corredor                | Equip                                | Temps       |
| 1r | Iván Ramiro Sosa Cuervo | Movistar Team                        | 11h 18' 24" |
| 2n | Hugh Carthy             | EF Education-EasyPost                | + 23"       |
| 3r | Einer Rubio             | Movistar Team                        | + 2' 02"    |
| 4t | Esteban Chaves Rubio    | EF Education-EasyPost                | + 2' 11"    |
| 5è | Torstein Træen          | Uno-X Pro Cycling Team               | + 2' 18"    |
| 6è | Eduardo Sepúlveda       | Drone Hopper-Androni Giocattoli      | + 2' 24"    |
| 7è | Rubén Fernández Andújar | Cofidis                              | + 2' 30"    |
| 8è | Andrei Zeits            | Astana Qazaqstan Team                | + 2' 33"    |
| 9è | Lucas De Rossi          | China Glory Continental Cycling Team | + 2' 43"    |
| 10è | Jambaljamts Sainbayar   | Terengganu Polygon Cycling Team      | + 2' 43"    |

### Etapa 4
| \| Classificació de l'etapa \| Classificació de l'etapa \| Classificació de l'etapa \| Classificació de l'etapa \| Classificació de l'etapa \| \| Corredor \| Corredor \| Equip \| Temps \| \| \| ------------------------ \| -------------------------- \| ------------------------------- \| ------------------------ \| ------------------------ \| \| 1r \| Jakub Mareczko \| Alpecin-Deceuninck \| 3h 15' 37" \| \| \| 2n \| Rüdiger Selig \| Lotto-Soudal \| + 0" \| \| \| 3r \| Eduard-Michael Grosu \| Drone Hopper-Androni Giocattoli \| + 0" \| \| \| 4t \| Sebastián Molano Benavides \| UAE Team Emirates \| + 0" \| \| \| 5è \| Erlend Blikra \| Uno-X Pro Cycling Team \| + 0" \| \| \| 6è \| Max Kanter \| Movistar Team \| + 0" \| \| \| 7è \| Lionel Taminiaux \| Alpecin-Deceuninck \| + 0" \| \| \| 8è \| Gustav Basson \| ProTouch \| + 0" \| \| \| 9è \| Marijn van den Berg \| EF Education-EasyPost \| + 0" \| \| \| 10è \| Manuel Peñalver \| Burgos-BH \| + 0" \| \| |                            |                                 |            |
| |                            |                                 |            |
| Font: ProCyclingStats |                            |                                 |            |
| Classificació de l'etapa |                            |                                 |            |
| Corredor | Corredor                   | Equip                           | Temps      |
| 1r | Jakub Mareczko             | Alpecin-Deceuninck              | 3h 15' 37" |
| 2n | Rüdiger Selig              | Lotto-Soudal                    | + 0"       |
| 3r | Eduard-Michael Grosu       | Drone Hopper-Androni Giocattoli | + 0"       |
| 4t | Sebastián Molano Benavides | UAE Team Emirates               | + 0"       |
| 5è | Erlend Blikra              | Uno-X Pro Cycling Team          | + 0"       |
| 6è | Max Kanter                 | Movistar Team                   | + 0"       |
| 7è | Lionel Taminiaux           | Alpecin-Deceuninck              | + 0"       |
| 8è | Gustav Basson              | ProTouch                        | + 0"       |
| 9è | Marijn van den Berg        | EF Education-EasyPost           | + 0"       |
| 10è | Manuel Peñalver            | Burgos-BH                       | + 0"       |

| \| Classificació general \| Classificació general \| Classificació general \| Classificació general \| Classificació general \| \| Corredor \| Corredor \| Equip \| Temps \| \| \| --------------------- \| ----------------------- \| ------------------------------------ \| --------------------- \| --------------------- \| \| 1r \| Iván Ramiro Sosa Cuervo \| Movistar Team \| 14h 34' 01" \| \| \| 2n \| Hugh Carthy \| EF Education-EasyPost \| + 23" \| \| \| 3r \| Einer Rubio \| Movistar Team \| + 2' 02" \| \| \| 4t \| Esteban Chaves Rubio \| EF Education-EasyPost \| + 2' 11" \| \| \| 5è \| Torstein Træen \| Uno-X Pro Cycling Team \| + 2' 18" \| \| \| 6è \| Eduardo Sepúlveda \| Drone Hopper-Androni Giocattoli \| + 2' 24" \| \| \| 7è \| Rubén Fernández Andújar \| Cofidis \| + 2' 30" \| \| \| 8è \| Andrei Zeits \| Astana Qazaqstan Team \| + 2' 33" \| \| \| 9è \| Jambaljamts Sainbayar \| Terengganu Polygon Cycling Team \| + 2' 34" \| \| \| 10è \| Lucas De Rossi \| China Glory Continental Cycling Team \| + 2' 43" \| \| |                         |                                      |             |
| |                         |                                      |             |
| Font: ProCyclingStats |                         |                                      |             |
| Classificació general |                         |                                      |             |
| Corredor | Corredor                | Equip                                | Temps       |
| 1r | Iván Ramiro Sosa Cuervo | Movistar Team                        | 14h 34' 01" |
| 2n | Hugh Carthy             | EF Education-EasyPost                | + 23"       |
| 3r | Einer Rubio             | Movistar Team                        | + 2' 02"    |
| 4t | Esteban Chaves Rubio    | EF Education-EasyPost                | + 2' 11"    |
| 5è | Torstein Træen          | Uno-X Pro Cycling Team               | + 2' 18"    |
| 6è | Eduardo Sepúlveda       | Drone Hopper-Androni Giocattoli      | + 2' 24"    |
| 7è | Rubén Fernández Andújar | Cofidis                              | + 2' 30"    |
| 8è | Andrei Zeits            | Astana Qazaqstan Team                | + 2' 33"    |
| 9è | Jambaljamts Sainbayar   | Terengganu Polygon Cycling Team      | + 2' 34"    |
| 10è | Lucas De Rossi          | China Glory Continental Cycling Team | + 2' 43"    |

### Etapa 5
| \| Classificació de l'etapa \| Classificació de l'etapa \| Classificació de l'etapa \| Classificació de l'etapa \| Classificació de l'etapa \| \| Corredor \| Corredor \| Equip \| Temps \| \| \| ------------------------ \| ------------------------ \| ----------------------------- \| ------------------------ \| ------------------------ \| \| 1r \| Lionel Taminiaux \| Alpecin-Deceuninck \| 3h 41' 42" \| \| \| 2n \| Julius van den Berg \| EF Education-EasyPost \| + 0" \| \| \| 3r \| Carter Bettles \| ARA Pro Racing Sunshine Coast \| + 4" \| \| \| 4t \| Ryan Gibbons \| UAE Team Emirates \| + 9" \| \| \| 5è \| Max Kanter \| Movistar Team \| + 9" \| \| \| 6è \| Sylvain Moniquet \| Lotto-Soudal \| + 9" \| \| \| 7è \| Gianni Moscon \| Astana Qazaqstan Team \| + 9" \| \| \| 8è \| Ander Okamika \| Burgos-BH \| + 9" \| \| \| 9è \| Sander Armée \| Cofidis \| + 9" \| \| \| 10è \| Hugo Toumire \| Cofidis \| + 13" \| \| |                     |                               |            |
| |                     |                               |            |
| Font: ProCyclingStats |                     |                               |            |
| Classificació de l'etapa |                     |                               |            |
| Corredor | Corredor            | Equip                         | Temps      |
| 1r | Lionel Taminiaux    | Alpecin-Deceuninck            | 3h 41' 42" |
| 2n | Julius van den Berg | EF Education-EasyPost         | + 0"       |
| 3r | Carter Bettles      | ARA Pro Racing Sunshine Coast | + 4"       |
| 4t | Ryan Gibbons        | UAE Team Emirates             | + 9"       |
| 5è | Max Kanter          | Movistar Team                 | + 9"       |
| 6è | Sylvain Moniquet    | Lotto-Soudal                  | + 9"       |
| 7è | Gianni Moscon       | Astana Qazaqstan Team         | + 9"       |
| 8è | Ander Okamika       | Burgos-BH                     | + 9"       |
| 9è | Sander Armée        | Cofidis                       | + 9"       |
| 10è | Hugo Toumire        | Cofidis                       | + 13"      |

| \| Classificació general \| Classificació general \| Classificació general \| Classificació general \| Classificació general \| \| Corredor \| Corredor \| Equip \| Temps \| \| \| --------------------- \| ----------------------- \| ------------------------------------ \| --------------------- \| --------------------- \| \| 1r \| Iván Ramiro Sosa Cuervo \| Movistar Team \| 18h 16' 21" \| \| \| 2n \| Hugh Carthy \| EF Education-EasyPost \| + 23" \| \| \| 3r \| Einer Rubio \| Movistar Team \| + 2' 02" \| \| \| 4t \| Esteban Chaves Rubio \| EF Education-EasyPost \| + 2' 11" \| \| \| 5è \| Torstein Træen \| Uno-X Pro Cycling Team \| + 2' 18" \| \| \| 6è \| Eduardo Sepúlveda \| Drone Hopper-Androni Giocattoli \| + 2' 24" \| \| \| 7è \| Rubén Fernández Andújar \| Cofidis \| + 2' 30" \| \| \| 8è \| Jambaljamts Sainbayar \| Terengganu Polygon Cycling Team \| + 2' 32" \| \| \| 9è \| Andrei Zeits \| Astana Qazaqstan Team \| + 2' 33" \| \| \| 10è \| Lucas De Rossi \| China Glory Continental Cycling Team \| + 2' 43" \| \| |                         |                                      |             |
| |                         |                                      |             |
| Font: ProCyclingStats |                         |                                      |             |
| Classificació general |                         |                                      |             |
| Corredor | Corredor                | Equip                                | Temps       |
| 1r | Iván Ramiro Sosa Cuervo | Movistar Team                        | 18h 16' 21" |
| 2n | Hugh Carthy             | EF Education-EasyPost                | + 23"       |
| 3r | Einer Rubio             | Movistar Team                        | + 2' 02"    |
| 4t | Esteban Chaves Rubio    | EF Education-EasyPost                | + 2' 11"    |
| 5è | Torstein Træen          | Uno-X Pro Cycling Team               | + 2' 18"    |
| 6è | Eduardo Sepúlveda       | Drone Hopper-Androni Giocattoli      | + 2' 24"    |
| 7è | Rubén Fernández Andújar | Cofidis                              | + 2' 30"    |
| 8è | Jambaljamts Sainbayar   | Terengganu Polygon Cycling Team      | + 2' 32"    |
| 9è | Andrei Zeits            | Astana Qazaqstan Team                | + 2' 33"    |
| 10è | Lucas De Rossi          | China Glory Continental Cycling Team | + 2' 43"    |

### Etapa 6
| \| Classificació de l'etapa \| Classificació de l'etapa \| Classificació de l'etapa \| Classificació de l'etapa \| Classificació de l'etapa \| \| Corredor \| Corredor \| Equip \| Temps \| \| \| ------------------------ \| -------------------------- \| ------------------------------- \| ------------------------ \| ------------------------ \| \| 1r \| Erlend Blikra \| Uno-X Pro Cycling Team \| 2h 49' 42" \| \| \| 2n \| Gleb Syrica \| Astana Qazaqstan Team \| + 0" \| \| \| 3r \| Rüdiger Selig \| Lotto-Soudal \| + 0" \| \| \| 4t \| Sebastián Molano Benavides \| UAE Team Emirates \| + 0" \| \| \| 5è \| Max Kanter \| Movistar Team \| + 0" \| \| \| 6è \| Alex Molenaar \| Burgos-BH \| + 0" \| \| \| 7è \| Manuel Peñalver \| Burgos-BH \| + 0" \| \| \| 8è \| Eduard-Michael Grosu \| Drone Hopper-Androni Giocattoli \| + 0" \| \| \| 9è \| Marijn van den Berg \| EF Education-EasyPost \| + 0" \| \| \| 10è \| Jakub Mareczko \| Alpecin-Deceuninck \| + 0" \| \| |                            |                                 |            |
| |                            |                                 |            |
| Font: ProCyclingStats |                            |                                 |            |
| Classificació de l'etapa |                            |                                 |            |
| Corredor | Corredor                   | Equip                           | Temps      |
| 1r | Erlend Blikra              | Uno-X Pro Cycling Team          | 2h 49' 42" |
| 2n | Gleb Syrica                | Astana Qazaqstan Team           | + 0"       |
| 3r | Rüdiger Selig              | Lotto-Soudal                    | + 0"       |
| 4t | Sebastián Molano Benavides | UAE Team Emirates               | + 0"       |
| 5è | Max Kanter                 | Movistar Team                   | + 0"       |
| 6è | Alex Molenaar              | Burgos-BH                       | + 0"       |
| 7è | Manuel Peñalver            | Burgos-BH                       | + 0"       |
| 8è | Eduard-Michael Grosu       | Drone Hopper-Androni Giocattoli | + 0"       |
| 9è | Marijn van den Berg        | EF Education-EasyPost           | + 0"       |
| 10è | Jakub Mareczko             | Alpecin-Deceuninck              | + 0"       |

| \| Classificació general \| Classificació general \| Classificació general \| Classificació general \| Classificació general \| \| Corredor \| Corredor \| Equip \| Temps \| \| \| --------------------- \| ----------------------- \| ------------------------------------ \| --------------------- \| --------------------- \| \| 1r \| Iván Ramiro Sosa Cuervo \| Movistar Team \| 21h 06' 03" \| \| \| 2n \| Hugh Carthy \| EF Education-EasyPost \| + 23" \| \| \| 3r \| Einer Rubio \| Movistar Team \| + 2' 02" \| \| \| 4t \| Esteban Chaves Rubio \| EF Education-EasyPost \| + 2' 11" \| \| \| 5è \| Torstein Træen \| Uno-X Pro Cycling Team \| + 2' 18" \| \| \| 6è \| Eduardo Sepúlveda \| Drone Hopper-Androni Giocattoli \| + 2' 24" \| \| \| 7è \| Rubén Fernández Andújar \| Cofidis \| + 2' 30" \| \| \| 8è \| Jambaljamts Sainbayar \| Terengganu Polygon Cycling Team \| + 2' 32" \| \| \| 9è \| Andrei Zeits \| Astana Qazaqstan Team \| + 2' 33" \| \| \| 10è \| Lucas De Rossi \| China Glory Continental Cycling Team \| + 2' 43" \| \| |                         |                                      |             |
| |                         |                                      |             |
| Font: ProCyclingStats |                         |                                      |             |
| Classificació general |                         |                                      |             |
| Corredor | Corredor                | Equip                                | Temps       |
| 1r | Iván Ramiro Sosa Cuervo | Movistar Team                        | 21h 06' 03" |
| 2n | Hugh Carthy             | EF Education-EasyPost                | + 23"       |
| 3r | Einer Rubio             | Movistar Team                        | + 2' 02"    |
| 4t | Esteban Chaves Rubio    | EF Education-EasyPost                | + 2' 11"    |
| 5è | Torstein Træen          | Uno-X Pro Cycling Team               | + 2' 18"    |
| 6è | Eduardo Sepúlveda       | Drone Hopper-Androni Giocattoli      | + 2' 24"    |
| 7è | Rubén Fernández Andújar | Cofidis                              | + 2' 30"    |
| 8è | Jambaljamts Sainbayar   | Terengganu Polygon Cycling Team      | + 2' 32"    |
| 9è | Andrei Zeits            | Astana Qazaqstan Team                | + 2' 33"    |
| 10è | Lucas De Rossi          | China Glory Continental Cycling Team | + 2' 43"    |

### Etapa 7
| \| Classificació de l'etapa \| Classificació de l'etapa \| Classificació de l'etapa \| Classificació de l'etapa \| Classificació de l'etapa \| \| Corredor \| Corredor \| Equip \| Temps \| \| \| ------------------------ \| ------------------------ \| ------------------------------------ \| ------------------------ \| ------------------------ \| \| 1r \| Sjoerd Bax \| Alpecin-Deceuninck \| 2h 20' 52" \| \| \| 2n \| Willie Smit \| China Glory Continental Cycling Team \| + 0" \| \| \| 3r \| Adrià Moreno Sala \| Burgos-BH \| + 0" \| \| \| 4t \| David van der Poel \| Alpecin-Deceuninck \| + 10" \| \| \| 5è \| Gianni Moscon \| Astana Qazaqstan Team \| + 10" \| \| \| 6è \| Matteo Jorgenson \| Movistar Team \| + 10" \| \| \| 7è \| Ion Izagirre Insausti \| Cofidis \| + 10" \| \| \| 8è \| George Bennett \| UAE Team Emirates \| + 12" \| \| \| 9è \| Max Kanter \| Movistar Team \| + 31" \| \| \| 10è \| Jarrad Drizners \| Lotto-Soudal \| + 31" \| \| |                       |                                      |            |
| |                       |                                      |            |
| Font: ProCyclingStats |                       |                                      |            |
| Classificació de l'etapa |                       |                                      |            |
| Corredor | Corredor              | Equip                                | Temps      |
| 1r | Sjoerd Bax            | Alpecin-Deceuninck                   | 2h 20' 52" |
| 2n | Willie Smit           | China Glory Continental Cycling Team | + 0"       |
| 3r | Adrià Moreno Sala     | Burgos-BH                            | + 0"       |
| 4t | David van der Poel    | Alpecin-Deceuninck                   | + 10"      |
| 5è | Gianni Moscon         | Astana Qazaqstan Team                | + 10"      |
| 6è | Matteo Jorgenson      | Movistar Team                        | + 10"      |
| 7è | Ion Izagirre Insausti | Cofidis                              | + 10"      |
| 8è | George Bennett        | UAE Team Emirates                    | + 12"      |
| 9è | Max Kanter            | Movistar Team                        | + 31"      |
| 10è | Jarrad Drizners       | Lotto-Soudal                         | + 31"      |

| \| Classificació general \| Classificació general \| Classificació general \| Classificació general \| Classificació general \| \| Corredor \| Corredor \| Equip \| Temps \| \| \| --------------------- \| ----------------------- \| ------------------------------- \| --------------------- \| --------------------- \| \| 1r \| Iván Ramiro Sosa Cuervo \| Movistar Team \| 23h 28' 05" \| \| \| 2n \| Hugh Carthy \| EF Education-EasyPost \| + 23" \| \| \| 3r \| Torstein Træen \| Uno-X Pro Cycling Team \| + 1' 47" \| \| \| 4t \| George Bennett \| UAE Team Emirates \| + 1' 50" \| \| \| 5è \| Einer Rubio \| Movistar Team \| + 2' 02" \| \| \| 6è \| Esteban Chaves Rubio \| EF Education-EasyPost \| + 2' 11" \| \| \| 7è \| Eduardo Sepúlveda \| Drone Hopper-Androni Giocattoli \| + 2' 24" \| \| \| 8è \| Rubén Fernández Andújar \| Cofidis \| + 2' 30" \| \| \| 9è \| Jambaljamts Sainbayar \| Terengganu Polygon Cycling Team \| + 2' 32" \| \| \| 10è \| Andrei Zeits \| Astana Qazaqstan Team \| + 2' 33" \| \| |                         |                                 |             |
| |                         |                                 |             |
| Font: ProCyclingStats |                         |                                 |             |
| Classificació general |                         |                                 |             |
| Corredor | Corredor                | Equip                           | Temps       |
| 1r | Iván Ramiro Sosa Cuervo | Movistar Team                   | 23h 28' 05" |
| 2n | Hugh Carthy             | EF Education-EasyPost           | + 23"       |
| 3r | Torstein Træen          | Uno-X Pro Cycling Team          | + 1' 47"    |
| 4t | George Bennett          | UAE Team Emirates               | + 1' 50"    |
| 5è | Einer Rubio             | Movistar Team                   | + 2' 02"    |
| 6è | Esteban Chaves Rubio    | EF Education-EasyPost           | + 2' 11"    |
| 7è | Eduardo Sepúlveda       | Drone Hopper-Androni Giocattoli | + 2' 24"    |
| 8è | Rubén Fernández Andújar | Cofidis                         | + 2' 30"    |
| 9è | Jambaljamts Sainbayar   | Terengganu Polygon Cycling Team | + 2' 32"    |
| 10è | Andrei Zeits            | Astana Qazaqstan Team           | + 2' 33"    |

### Etapa 8
| \| Classificació de l'etapa \| Classificació de l'etapa \| Classificació de l'etapa \| Classificació de l'etapa \| Classificació de l'etapa \| \| Corredor \| Corredor \| Equip \| Temps \| \| \| ------------------------ \| -------------------------- \| ------------------------------- \| ------------------------ \| ------------------------ \| \| 1r \| Alex Molenaar \| Burgos-BH \| 2h 25' 37" \| \| \| 2n \| Jason Osborne \| Alpecin-Deceuninck \| + 0" \| \| \| 3r \| Sebastián Molano Benavides \| UAE Team Emirates \| + 18" \| \| \| 4t \| Erlend Blikra \| Uno-X Pro Cycling Team \| + 18" \| \| \| 5è \| Rüdiger Selig \| Lotto-Soudal \| + 18" \| \| \| 6è \| Max Kanter \| Movistar Team \| + 18" \| \| \| 7è \| Marijn van den Berg \| EF Education-EasyPost \| + 18" \| \| \| 8è \| David van der Poel \| Alpecin-Deceuninck \| + 18" \| \| \| 9è \| Raymond Kreder \| Team Ukyo \| + 18" \| \| \| 10è \| Ricardo Zurita \| Drone Hopper-Androni Giocattoli \| + 18" \| \| |                            |                                 |            |
| |                            |                                 |            |
| Font: ProCyclingStats |                            |                                 |            |
| Classificació de l'etapa |                            |                                 |            |
| Corredor | Corredor                   | Equip                           | Temps      |
| 1r | Alex Molenaar              | Burgos-BH                       | 2h 25' 37" |
| 2n | Jason Osborne              | Alpecin-Deceuninck              | + 0"       |
| 3r | Sebastián Molano Benavides | UAE Team Emirates               | + 18"      |
| 4t | Erlend Blikra              | Uno-X Pro Cycling Team          | + 18"      |
| 5è | Rüdiger Selig              | Lotto-Soudal                    | + 18"      |
| 6è | Max Kanter                 | Movistar Team                   | + 18"      |
| 7è | Marijn van den Berg        | EF Education-EasyPost           | + 18"      |
| 8è | David van der Poel         | Alpecin-Deceuninck              | + 18"      |
| 9è | Raymond Kreder             | Team Ukyo                       | + 18"      |
| 10è | Ricardo Zurita             | Drone Hopper-Androni Giocattoli | + 18"      |

## Classificacions finals

### Classificació general
| \| Classificació general \| Classificació general \| Classificació general \| Classificació general \| Classificació general \| \| Corredor \| Corredor \| Equip \| Temps \| \| \| --------------------- \| ----------------------- \| ------------------------------- \| --------------------- \| --------------------- \| \| 1r \| Iván Ramiro Sosa Cuervo \| Movistar Team \| 25h 54' 00" \| \| \| 2n \| Hugh Carthy \| EF Education-EasyPost \| + 23" \| \| \| 3r \| Torstein Træen \| Uno-X Pro Cycling Team \| + 1' 47" \| \| \| 4t \| George Bennett \| UAE Team Emirates \| + 1' 50" \| \| \| 5è \| Einer Rubio \| Movistar Team \| + 2' 02" \| \| \| 6è \| Esteban Chaves Rubio \| EF Education-EasyPost \| + 2' 11" \| \| \| 7è \| Eduardo Sepúlveda \| Drone Hopper-Androni Giocattoli \| + 2' 24" \| \| \| 8è \| Rubén Fernández Andújar \| Cofidis \| + 2' 30" \| \| \| 9è \| Jambaljamts Sainbayar \| Terengganu Polygon Cycling Team \| + 2' 32" \| \| \| 10è \| Andrei Zeits \| Astana Qazaqstan Team \| + 2' 33" \| \| |                         |                                 |             |
| |                         |                                 |             |
| Font: ProCyclingStats |                         |                                 |             |
| Classificació general |                         |                                 |             |
| Corredor | Corredor                | Equip                           | Temps       |
| 1r | Iván Ramiro Sosa Cuervo | Movistar Team                   | 25h 54' 00" |
| 2n | Hugh Carthy             | EF Education-EasyPost           | + 23"       |
| 3r | Torstein Træen          | Uno-X Pro Cycling Team          | + 1' 47"    |
| 4t | George Bennett          | UAE Team Emirates               | + 1' 50"    |
| 5è | Einer Rubio             | Movistar Team                   | + 2' 02"    |
| 6è | Esteban Chaves Rubio    | EF Education-EasyPost           | + 2' 11"    |
| 7è | Eduardo Sepúlveda       | Drone Hopper-Androni Giocattoli | + 2' 24"    |
| 8è | Rubén Fernández Andújar | Cofidis                         | + 2' 30"    |
| 9è | Jambaljamts Sainbayar   | Terengganu Polygon Cycling Team | + 2' 32"    |
| 10è | Andrei Zeits            | Astana Qazaqstan Team           | + 2' 33"    |

### Classificacions secundàries
| Classificació per punts | Classificació per punts | Classificació per punts | Classificació per punts | Classificació per punts |
| Corredor                | Corredor                | Equip                   | Punts                   |                         |
| ----------------------- | ----------------------- | ----------------------- | ----------------------- | ----------------------- |
| 1r                      | Erlend Blikra           | Uno-X Pro Cycling Team  | 49 pts                  |                         |
| 2n                      | Max Kanter              | Movistar Team           | 45 pts                  |                         |
| 3r                      | Gleb Syrica             | Astana Qazaqstan Team   | 39 pts                  |                         |
| 4t                      | Lionel Taminiaux        | Alpecin-Deceuninck      | 30 pts                  |                         |
| 5è                      | Rüdiger Selig           | Lotto-Soudal            | 27 pts                  |                         |

| Classificació per punts | Classificació per punts | Classificació per punts | Classificació per punts | Classificació per punts |
| Corredor                | Corredor                | Equip                   | Punts                   |                         |
| ----------------------- | ----------------------- | ----------------------- | ----------------------- | ----------------------- |
| 1r                      | Erlend Blikra           | Uno-X Pro Cycling Team  | 49 pts                  |                         |
| 2n                      | Max Kanter              | Movistar Team           | 45 pts                  |                         |
| 3r                      | Gleb Syrica             | Astana Qazaqstan Team   | 39 pts                  |                         |
| 4t                      | Lionel Taminiaux        | Alpecin-Deceuninck      | 30 pts                  |                         |
| 5è                      | Rüdiger Selig           | Lotto-Soudal            | 27 pts                  |                         |

| Classificació per equips | Classificació per equips | Classificació per equips | Classificació per equips |
| Equip                    | Equip                    | Temps                    |                          |
| ------------------------ | ------------------------ | ------------------------ | ------------------------ |
| 1r                       | Movistar Team            | 77h 46' 27"              |                          |
| 2n                       | EF Education-EasyPost    | + 4' 09"                 |                          |
| 3r                       | Uno-X Pro Cycling Team   | + 5' 50"                 |                          |
| 4t                       | Cofidis                  | + 9' 29"                 |                          |
| 5è                       | UAE Team Emirates        | + 10' 12"                |                          |

| Classificació per equips | Classificació per equips | Classificació per equips | Classificació per equips |
| Equip                    | Equip                    | Temps                    |                          |
| ------------------------ | ------------------------ | ------------------------ | ------------------------ |
| 1r                       | Movistar Team            | 77h 46' 27"              |                          |
| 2n                       | EF Education-EasyPost    | + 4' 09"                 |                          |
| 3r                       | Uno-X Pro Cycling Team   | + 5' 50"                 |                          |
| 4t                       | Cofidis                  | + 9' 29"                 |                          |
| 5è                       | UAE Team Emirates        | + 10' 12"                |                          |

| Classificació de la muntanya | Classificació de la muntanya | Classificació de la muntanya    | Classificació de la muntanya | Classificació de la muntanya |
| Corredor                     | Corredor                     | Equip                           | Punts                        |                              |
| ---------------------------- | ---------------------------- | ------------------------------- | ---------------------------- | ---------------------------- |
| 1r                           | Nur Aiman Zariff             | Terengganu Polygon Cycling Team | 29 pts                       |                              |
| 2n                           | Jambaljamts Sainbayar        | Terengganu Polygon Cycling Team | 29 pts                       |                              |
| 3r                           | Iván Ramiro Sosa Cuervo      | Movistar Team                   | 25 pts                       |                              |
| 4t                           | Hugh Carthy                  | EF Education-EasyPost           | 24 pts                       |                              |
| 5è                           | Carter Bettles               | ARA Pro Racing Sunshine Coast   | 22 pts                       |                              |

| Classificació de la muntanya | Classificació de la muntanya | Classificació de la muntanya    | Classificació de la muntanya | Classificació de la muntanya |
| Corredor                     | Corredor                     | Equip                           | Punts                        |                              |
| ---------------------------- | ---------------------------- | ------------------------------- | ---------------------------- | ---------------------------- |
| 1r                           | Nur Aiman Zariff             | Terengganu Polygon Cycling Team | 29 pts                       |                              |
| 2n                           | Jambaljamts Sainbayar        | Terengganu Polygon Cycling Team | 29 pts                       |                              |
| 3r                           | Iván Ramiro Sosa Cuervo      | Movistar Team                   | 25 pts                       |                              |
| 4t                           | Hugh Carthy                  | EF Education-EasyPost           | 24 pts                       |                              |
| 5è                           | Carter Bettles               | ARA Pro Racing Sunshine Coast   | 22 pts                       |                              |

## Evolució de les classificacions
| Etapa                  | Vencedor               | Classificació general | Classificació per punts | Classificació de la muntanya | Classificació per equips |
| ---------------------- | ---------------------- | --------------------- | ----------------------- | ---------------------------- | ------------------------ |
| 1                      | Gleb Syritsa           | Gleb Syritsa          | Gleb Syritsa            | Jambaljamts Sainbayar        | Movistar Team            |
| 2                      | Craig Wiggins          | Gleb Syritsa          | Gleb Syritsa            | Nur Aiman Mohd Zariff        | Uno-X Pro                |
| 3                      | Iván Sosa              | Iván Sosa             | Gleb Syritsa            | Nur Aiman Mohd Zariff        | Movistar Team            |
| 4                      | Jakub Mareczko         | Iván Sosa             | Gleb Syritsa            | Nur Aiman Mohd Zariff        | Movistar Team            |
| 5                      | Lionel Taminiaux       | Iván Sosa             | Max Kanter              | Nur Aiman Mohd Zariff        | Movistar Team            |
| 6                      | Erlend Blikra          | Iván Sosa             | Erlend Blikra           | Nur Aiman Mohd Zariff        | Movistar Team            |
| 7                      | Sjoerd Bax             | Iván Sosa             | Erlend Blikra           | Nur Aiman Mohd Zariff        | Movistar Team            |
| 8                      | Alex Molenaar          | Iván Sosa             | Erlend Blikra           | Nur Aiman Mohd Zariff        | Movistar Team            |
| Classificacions finals | Classificacions finals | Iván Sosa             | Erlend Blikra           | Nur Aiman Mohd Zariff        | Movistar Team            |